# Sống nốt ngày cuối
Sống nốt ngày cuối (tựa gốc: This Is the End) là một phim phiêu lưu hài thảm họa của Mỹ năm 2013 do Seth Rogen-Evan Goldberg đạo diễn kiêm viết kịch bản (trong vai trò đầu tay của họ) và có sự tham gia của Rogen, James Franco, Jonah Hill, Jay Baruchel, Danny McBride và Craig Robinson. Phim ra mắt tại Fox Village Theater vào ngày 3 tháng 6 năm 2013 và được hãng Columbia Pictures phát hành tại Hoa Kỳ vào ngày 14 tháng 6 năm 2013.